# Nébel Ábrahám Izsák
Nébel Ábrahám Izsák (Záhony, 1887. július 10. – Jeruzsálem, 1947) vallástanár, rabbi, főrabbi és teológiai és pedagógiai író.

## Életútja
Rabbicsaládból származott. Különböző jesivákban szerzett alapképzés után elvégezte a budapesti Országos Rabbiképző Intézetet (1918), miközben R. Tauchumi Hierosolymitani liber Almusid Alkufi c. arab szövegmagyarázatával doktori címet szerzett. 1919-ig jogi tanulmányokat is folytatott, 1920-ig vallástanár. 1924-ben a 400 főt számláló fogarasi neológ izraelita hitközség hívta meg rabbinak, majd 1925-ben a több mint 700 fős nagyszalontai neológ hitközség választotta főrabbijául. Itt 1944-ig teljesített szolgálatot, közben Kecskeméti Lipót halála után a nagyváradi neológ hitközségnél is helyettes. Az Erdélyi-Bánáti Rabbiegyesület és az Arany János Társaság tagja.
Elismert prédikátor és szakíró. A munkás jogai és kötelességei a Talmud szerint és Zsidó vándorlások az őskorban c. dolgozatainak megjelenési adatai hiányzanak. A nevelésügy fontossága a zsidóságban c. munkájából a Zsidó Naptár 1936-40-es évfolyamaiban jelentek meg fejezetek. Félszáz lapos értekezése, A zsidóság történelmi szerepe a kereskedelemben a Közlemények II. kötetében (Emlékkönyv dr. Lővy Ferenc, dr. Lenke Manó és dr. Singer Jakab főrabbik tiszteletére. Kolozsvár, 1939) került sajtó alá.

## Prédikációs kötetei
- Szabadság és kultúra (Nagyvárad, 1937)
- Mózesi osztályrészünk vártáján (Nagyvárad, 1940)
- Szerkesztésében jelent meg a szalontai zsidóság jubileumi emlékkönyve az 1930-as években.